# بيرت لاهر
بيرت لاهر (بالإنجليزية: Bert Lahr)‏ (و. 1895 – 1967 م) هو ممثل أفلام، وكاتب سيناريو، وممثل مسرحي أمريكي، ولد في نيويورك، توفي في نيويورك، عن عمر يناهز 72 عاماً، بسبب ذات الرئة.

## جوائز وترشيحات
حصل على جوائز منها:
- جائزة توني عن فئة أفضل ممثل في مسرحية موسيقية  [لغات أخرى]‏ (1964).

ترشح لـ:
- جائزة توني لأفضل ممثل في مسرحية  [لغات أخرى]‏ (1963).

## وصلات خارجية
- بيرت لاهر على موقع IMDb (الإنجليزية)
- بيرت لاهر على موقع الموسوعة البريطانية (الإنجليزية)
- بيرت لاهر على موقع ألو سيني (الفرنسية)
- بيرت لاهر على موقع ميوزك برينز (الإنجليزية)
- بيرت لاهر على موقع تيرنر كلاسيك موفيز (الإنجليزية)
- بيرت لاهر على موقع أول موفي (الإنجليزية)
- بيرت لاهر على موقع قاعدة بيانات برودواي على الإنترنت (الإنجليزية)
- بيرت لاهر على موقع قاعدة بيانات الأفلام السويدية (السويدية)
- بيرت لاهر على موقع إن إن دي بي (الإنجليزية)
- بيرت لاهر على موقع ديسكوغز (الإنجليزية)